# ゼイチョー!〜納税課第三収納係〜
『ゼイチョー!〜納税課第三収納係〜』（ゼイチョー のうぜいかだいさんしゅうのうがかり）は、慎結による日本の漫画作品。『BE・LOVE』（講談社）にて2016年4号から2017年6号まで連載された。同誌2023年11月号より2024年3月号まで、ドラマ化記念の特別番外編が短期集中連載されたのち、紙版単行本全4巻の続きの「第5巻」との表記で「電子配信版のみ単行本」として2024年2月20日に発売された。
2023年10月からSexy Zoneの菊池風磨の主演で日本テレビ系列にてテレビドラマが放送された。

## あらすじ
東京都幸野(みゆきの)市役所納税課第三収納係の徴税吏員(ちょうぜいりいん)として働いている百目鬼華子（どうめき・はなこ）は、笑顔のない新人。指導係の饗庭蒼一郎（あいば・そういちろう）は、真反対の人たらし。2人がタッグを組んで、さまざまな事情で税金を未納・滞納している市民の状況を把握し、徴税したり納税を促したり臨宅(りんたく)をして家財などの差し押さえをしたりする。だが、本当に払えなくて困っている市民のためには、確定申告のし直しなどを提案したりもする。
百目鬼華子の母親は、15年前、住民税5年分を納めておらず、幸野市役所納税課から家財を差し押さえられている。当時、華子は幼かった。
その時外へ連れ出してくれた優しい女性納税課員・羽生に憧れて徴税吏員になった華子は、「市民の皆さんから納税して“いただいている”」という気持ちを持って、真摯に、厳しく、時には優しく、徴税吏員として市民と向かい合う。

## 登場人物

### 主要人物
百目鬼 華子（どうめき はなこ）
幸野市役所納税課第三収納係に勤める新人職員。クールな見かけとは裏腹に、予測不能な行動をとる。熱い信念を持ち、滞納者と市民のための仕事を理想としている。母子家庭で育ち、7歳の頃、税金滞納により家宅捜査された過去を持つ。
饗庭 蒼一郎（あいば そういちろう）
幸野市役所納税課の脱力系チャラ男公務員。見た目に反し仕事のスキルは超一流。さりげなく華子をフォローする華子の指導係。元・財務省のキャリア組（国家公務員）で、相楽副市長と同期だった過去がある。市役所内では女タラシとして知られている。
係長
納税課のお父さん的存在。
原田 宰（はらだ　つかさ）。
納税課第三収納係の同僚。現在は増野とペアを組む温和な先輩で華子と饗庭を見守っているが、以前饗庭とコンビを組んでおり饗庭の先輩にあたる。既婚者で5歳の娘がいる。
増野 環（ますの　めぐる）。
納税課第三収納係の同僚。華子にとって最も歳の近い先輩。愛すべきイジラレキャラ。
相楽 義実（さがら よしみ）副市長
財務省から幸野市の新副市長として就任してきた華子の兄。
湯生 麻子（ゆぜ あさこ）
再婚した華子の母。

## 書誌情報
- 慎 結『ゼイチョー!〜納税課第三収納係〜』 講談社〈KCデラックス〉、全4巻
  1. 2016年6月13日発行・発売[講 3]、ISBN 978-4-06-377477-1
  2. 2016年9月13日発行・発売[講 4]、ISBN 978-4-06-393028-3
  3. 2017年1月13日発行・発売[講 5]、ISBN 978-4-06-393117-4
  4. 2017年5月12日発行・発売[講 1]、ISBN 978-4-06-393192-1

## テレビドラマ
『ゼイチョー〜「払えない」にはワケがある〜』（ゼイチョー はらえないにはワケがある）のタイトルで、2023年10月14日から12月23日まで日本テレビ系「土曜ドラマ」枠で放送された。主演は地上波の民放GP帯の連続ドラマ初主演となる菊池風磨。

### あらすじ（テレビドラマ）
みゆきの市役所納税課徴税第三係の饗庭蒼一郎は軽薄な印象とは裏腹に、その実、徴税の技術において超一流を誇る徴税吏員であった。彼は新人の徴税吏員・百目鬼華子や他の同僚とともに、みゆきの市の住民たちと真摯に向き合い、様々な事情によって税金が滞納されている状況に取り組んでいたが、ある日、饗庭の財務省時代の同期で因縁の相手・相楽義実が副市長に就任する。饗庭たちがみゆきの市が抱える闇に近づくにつれ、相楽が副市長に就任した理由が徐々に明らかとなっていく。

### キャスト

#### 主要人物（キャスト）
饗庭蒼一郎（あいば そういちろう）〈32〉
演 - 菊池風磨
みゆきの市役所納税課徴税第三係の徴税吏員。一見軽いノリの脱力系だが、仕事のスキルは超一流。
百目鬼華子（どうめき はなこ）〈23〉
演 - 山田杏奈（10歳時：小井圡菫玲）
みゆきの市役所納税課徴税第三係の新人徴税吏員。税金滞納者の「お金と心」に真摯に寄り添う。

#### みゆきの市役所

##### 納税課徴税第三係
浜村宰（はまむら つかさ）
演 - 白洲迅
徴税吏員。饗庭にエースの地位を奪われ、ライバル心を燃やす。
増野環（ますの めぐる）
演 - 松田元太
徴税吏員。優しい性格のため徴収が不得意。
加茂原健介（かもはら けんすけ）
演 - 鈴木もぐら（空気階段）
徴税吏員。市民から嫌われる仕事にうんざりして異動希望を出している。すぐに息が切れる。
鷺沼宏樹（さぎぬま ひろき）
演 - 猪塚健太
最年長。長年勤めるベテランで人当たりも後輩の面倒見も良い。2児の父。
橘勝（たちばな まさる）
演 - 光石研
係長。第一係の係長・日比野にやり込められることが多い。

##### 納税課徴税第一係
日比野みのり（ひびの みのり）
演 - 石田ひかり
係長。第三係をライバル視している。

##### 保育課
町田孝二（まちだ）
演 - 坂田聡（第3話）
課長。
板谷奈々（いたや）
演 - 中田クルミ（第3話）
職員。

#### 周辺人物
相楽義実（さがら よしみ）
演 - 本郷奏多
みゆきの市の副市長。饗庭の財務省時代の元同期。
米田保（よねだ たもつ）
演 - 佐戸井けん太（第2話 - ）
みゆきの市の市長。
北沢敬之（きたざわ のりゆき）
演 - 六角慎司（第2話 - ）
みゆきの市役所納税課の課長。
越川珠代（こしかわ たまよ）
演 - 石野真子
みゆきの市役所食堂のパート従業員。
奥林礼二（おくばやし れいじ）
演 - 結木滉星
饗庭の財務省勤務時代の同期。
羽生詩織（はにゅう しおり）
演 - 市川由衣
元徴税吏員。華子の憧れの人。8年前に市役所を退職した後、家業である学習塾を経営する。
奥林陽子（おくばやし ようこ）
演 - 生田智子（第5話 - ）
礼二の母親。

#### ゲスト

##### 第1話
泉喜和（いずみ よしかず）
演 - 笹野高史
住民税の支払いが滞る和菓子店「喜泉」を営む職人。
鍋島寛（なべしま ひろし）
演 - 濱津隆之
高級料亭「なべしま」の二代目経営者で高額な税金滞納者。
佐治正道（さじ まさみち）
演 - 綾田俊樹
なべしまの番頭。
今川洋一（いまがわ よういち）
演 - 山脇辰哉
喜和の弟子。
伊藤
演 - 斎藤司（トレンディエンジェル）
市役所納税課の窓口に来訪した市民。住民税と固定資産税を滞納している。
百目鬼麻子（どうめき あさこ）
演 - 沢井美優（第2話・第7話）
華子の母親。故人。
医師
演 - 太田正一
みゆきの市民病院の医師。喜和の担当医。
職員
演 - もりももこ
みゆきの学園の職員。
泉杏子（いずみ きょうこ）
演 - 永井延枝
喜和の亡妻。
子供たち
演 - 長谷川澪、花谷聡亮
みゆきの学園に通う児童。

##### 第2話
小沼真名美（こぬま まなみ）
演 - 田辺桃子（幼少期：金子莉彩）
住民税を滞納するパチンコ店従業員女性。華子の小中学校の同級生。
内田卓也（うちだ たくや）
演 - 戸塚純貴
真名美の彼氏。
玉木譲（たまき ゆずる）
演 - ベンガル
年金受給者の男性。
ディレクター
演 - バイク川崎バイク
納税課を取材するTV番組のディレクター。
真名美の父、真名美の母
演 - 山本東、早瀬マミ
真名美の父は建築会社「小沼工業」を経営していたが倒産し、離婚して姿を消した。
客
演 - 田尾きよみ
真名美が働くパチンコ店の客。
バイト仲間
演 - 宮島はるか、上甲裕依
真名美が働くパチンコ店のバイト仲間。
滞納者
演 - 近藤雄太
みゆきの団地に住む税金滞納者。徴税吏員の訪問を受け、逃亡を図る。

##### 第3話
木下裕介（きのした ゆうすけ）
演 - 小関裕太
妻と死別後、仕事と育児に追われ住民税を滞納するシングルファーザー。契約社員のSE。
瀬戸知宏（せと ともひろ）
演 - 見津賢
SNSで話題の「理想のシングルファーザー」。実は子供の託児保育のために、妻の恵美と偽装離婚をしている。
出渕恵美（でぶち めぐみ）
演 - 大西礼芳
離婚後に税金が払えなくなったとして税金の執行停止を求めに納税課へやってきたシングルマザー。実は夫の知宏と偽装離婚をしている。
穂木頼子
演 - 栗田よう子
裕介の義母。
木下碧、木下彩
演 - 渋谷そらじ、國谷茉楠
裕介の息子と娘。
出渕桜、瀬戸陸
演 - 佐藤恋和、廣瀬樹季
恵美と知宏の子供たち。実の姉弟なのに育休退園させられ、同じ保育園に通えなかった。
保育士
演 - 木本夕貴
木下兄妹と瀬戸陸が通う保育園の保育士。
医師
演 - 佐藤良洋
3年前、自殺を図った奥林礼二を処置した医師。一命はとりとめたが、目が醒めても脳に障害が残る可能性があると饗庭に伝える。
市民
演 - 島崎あゆみ
保育課の窓口で「うちは二人ともフルタイムで働いてるんです。点数は充分ですよね」と保育園の斡旋を求めて板谷に詰め寄る。
職員
演 - 大羽雅子
みゆきの市役所保育課の職員。

##### 第4話
小田倉翔馬（おだくら しょうま）
演 - 柿澤勇人
住民税と固定資産税を滞納するプロサッカー選手。元日本代表。
小田倉涼花（おだくら すずか）
演 - 小林涼子
翔馬の妻。
犬飼雅也（いぬかい まさや）
演 - 味方良介
スポーツライター。元サッカー選手。小田倉のユース時代の同僚。
高橋
演 - BOB
翔馬が所属するチーム「みゆきのエクイータ」のコーチ。
選手
演 - 北川駿、林勇輝
みゆきのエクイータの選手。翔馬を客寄せパンダだと揶揄する。

##### 第5話
生嶋妙子（いくしま たえこ）
演 - 大島さと子
いくしま農園の経営者。夫の死後、ベトナムからの技能実習生を雇い入れている。
グエン・ヴァン・ナム
演 - 葵揚
いくしま農園で勤務するベトナム人技能実習生。国民健康保険税と住民税を滞納している。
フア・ティ・マイ
演 - フォン・L
派遣でスーパーで働いているベトナム人女性。
チュン・ティ・ミン
演 - ジョージアナ
住民税が未納のベトナム人女性。派遣で特別養護老人ホーム「みゆきのケアホーム」で働く。
作田明紀
演 - 平原テツ
株式会社ハイキャリア人材派遣の社長。
客
演 - もろいくや
スーパーの客。レジ担当のフアの処理が鈍いと怒鳴る。
警官
演 - 半田浩平
子どもをあやしていたチュンに在留カードの提示を求める。
職員
演 - 安達綾香
みゆきのケアホームでのチュンの同僚。

##### 第6話
熊川良太郎（くまかわ りょうたろう）
演 - 山田明郷
熊川3兄弟の亡き父。元経営者で、固定資産税と住民税を滞納していた。
熊川弘三（くまかわ ひろみ）
演 - 吉村界人
良太郎の三男。フリーカメラマン。他界した父親の税金支払い義務を相続放棄した兄たちより押し付けられる。
熊川一哉（くまかわ かずや）
演 - 田中幸太朗
良太郎の長男。会社経営者。税金の支払い義務も含めて、父親からの相続を放棄しているのにもかかわらず、滞納で差し押さえられた「ゆで卵器」を高額で入札している。
熊川英二（くまかわ えいじ）
演 - 古屋呂敏
良太郎の次男。弁護士。一哉と同様に、滞納で差し押さえられた「ゆで卵器」を高額で入札している。

##### 第7話
財前克明
演 - 小木茂光
みゆきの市の元財務部長。8年前、詩織に「徴税禁止リスト」の作成を指示した。
相楽耕史郎
演 - 板尾創路（第8話 - 最終話）
相楽グループ会長。義実の父。
庶務係長、庶務係
演 - 吉野健夫、細谷雄太
扶養控除や医療費控除で発生した還付金1年分を、一人の口座に全額振り込むよう入力ミスしたみゆきの市役所の担当者とその上司。

##### 第8話
星野芽依
演 - 今井アンジェリカ
大学生。住民税を滞納している。
若月大輝
演 - 浦上晟周
芽依の中学時代の同級生。清掃会社「SGRクリーンサービス」のアルバイト。“裏技”を使って納税する必要がなくなったという。
浦部明憲
演 - 川瀬陽太（第9話・最終話）
みゆきの市・財務部長。鷺沼に「徴税禁止リスト」の作成を指示した。
清宮
演 - 山本博（ロバート）
「SGRクリーンサービス」社長。
清掃員
演 - 三浦健人
若月大輝の「SGRクリーンサービス」での先輩清掃員。
DJ
演 - アントニー（マテンロウ）
星野芽依のバイト先のクラブDJ。

##### 第9話
守谷哲明
演 - 野添義弘
蕎麦処「もりや」オーナー。みゆきの商店街の自治会長。
守谷香澄
演 - 金澤美穂
守谷の娘。町おこしNPO代表。
外崎潤平
演 - 高橋努
みゆきの市内の電子部品メーカー「サガラトノサキ製作所」社長。法人住民税、固定資産税、都市計画税、従業員の個人住民税合わせ、5年間で約2億円を滞納している。
店主夫婦
演 - 原金太郎、松山尚子
橘係長行きつけの商店街の床屋「ウィン」の店主夫婦。
店主
演 - 岩田丸
商店街にある「松沢酒店」の店主。
店主
演 - 井上浩
お好み焼き屋の店主。商店街立ち退きとそれに関わる相楽グループの噂を浜村に話す。
職員
演 - 黄地裕樹
餅つき大会を手伝うみゆきの市役所地域振興課職員。
社員
演 - 佐藤太助
商店街の餅つき大会をサポートする相楽グループ社員。若い人が少ないことを嘆く。

##### 最終話
社員
演 - 水川かたまり（空気階段）
相楽ホールディングスの社員。相楽本社の臨検捜索差押の際に社用車の車のキーを持ち出して逃げようとした。
アナウンサー
声 - 梅澤廉（日本テレビアナウンサー）
相楽会長を脱税で、米田市長と浦部財務部長を脱税ほう助の疑いで逮捕したニュースを伝える。
市民
演 - 中野周平（蛙亭）
住民税を滞納しておきながら、督促状が届いたことで市役所の納税窓口に怒鳴り込んでくる。

### スタッフ
- 原作 - 慎結『ゼイチョー！〜納税課第三収納係〜』（講談社「BE・LOVE」所載）[7]
- 脚本 - 三浦駿斗[7]
- 音楽 - 井筒昭雄、chakia[7]
- 主題歌 - Sexy Zone「人生遊戯」[72]
- 挿入歌 - 藤原さくら「daybreak」（Tiny Jungle Records）[25]
- タイトルナレーション - 若本規夫
- 監修 - 野村修也[7]
- 税務指導 - 堀博晴[7]
- 劇中キャラクター - 大橋裕之[73]
- VFX - 岡野正広[74]
- 医療監修 - 新村核[74]
- スタントコーディネーター - 青木哲也[74]
- 演出 - 河合勇人、鯨岡弘識、長沼誠[24]
- チーフプロデューサー - 松本京子[7]
- プロデューサー - 大倉寛子、岩崎秀紀、金澤麻樹[7]
- 制作協力 - AX-ON[7]
- 製作著作 - 日本テレビ[7]

### 放送日程
| 話数                                                                        | 放送日   | サブタイトル                              | ラテ欄                                                          | 演出     | 視聴率 |
| --------------------------------------------------------------------------- | -------- | ----------------------------------------- | --------------------------------------------------------------- | -------- | ------ |
| 第1話                                                                       | 10月14日 | 公務員、なめないでくださいね。            | 愛され系の税金取り立てコンビ! あなたのお金と心を守ります        | 河合勇人 | 5.9%   |
| 第2話                                                                       | 10月21日 | 滞納者はお嬢様同級生                      | 税金なんて払いたくない! 滞納者はお嬢様同級生 ビンボー彼氏の秘密 | 河合勇人 | 6.6%   |
| 第3話                                                                       | 10月28日 | シングルパパの闇…公務員、頼って下さい。   | 理想のシングルパパの闇… 偽装離婚の真相とは? 公務員頼って下さい  | 鯨岡弘識 | 6.0%   |
| 第4話                                                                       | 11月04日 | 高額滞納!?支える妻の優しい嘘              | 年俸激減! ビッグマウスの元スターが高額滞納!? 支える妻の優しい嘘 | 鯨岡弘識 | 6.0%   |
| 第5話                                                                       | 11月11日 | 外国人青年が慕う日本のお母さん…涙の秘密   | 滞納疑惑の農園に潜入調査 外国人青年慕う日本のお母さん… 涙の秘密 | 長沼誠   | 5.3%   |
| 第6話                                                                       | 11月18日 | 滞納税金の相続…隠し資産を探せ!            | 父の死で滞納税金を相続… 隠し資産を探し出せ! 三兄弟が骨肉の争い  | 河合勇人 | 5.2%   |
| 第7話                                                                       | 11月25日 | 恩人との再会、その裏に潜む税金逃れの闇…。 | 還付金1000万円を誤送金! 大恩人と涙の再会の裏に潜む税金逃れの闇  | 齊藤誠   | 5.1%   |
| 第8話                                                                       | 12月09日 | 税金逃れを誘う悪魔の声。裏切り者は公務員! | 19歳ギャルと若者ケアラー 税金逃れ誘う悪魔の声 裏切り者は公務員! | 鯨岡弘識 | 5.2%   |
| 第9話                                                                       | 12月16日 | 地元を守る父娘と公務員の反撃!             | 税金逃れ巨悪企業に商店街が潰される! 地元守る父娘と公務員の反撃  | 河合勇人 | 4.6%   |
| 最終話                                                                      | 12月23日 | 税金逃れは許さない…華麗なる最終決戦!      | 華麗なる最終決戦! 税金逃れは許さない… 公務員VS不正の黒幕        | 河合勇人 | 5.0%   |
| 平均視聴率 5.5%（視聴率はビデオリサーチ調べ、関東地区・世帯・リアルタイム） |          |                                           |                                                                 |          |        |

- 12月2日は『日テレ系音楽の祭典ベストアーティスト2023』放送のため休止。

| 日本テレビ系 土曜ドラマ                                         | 日本テレビ系 土曜ドラマ                                                 | 日本テレビ系 土曜ドラマ                |
| 前番組                                                          | 番組名                                                                  | 次番組                                 |
| --------------------------------------------------------------- | ----------------------------------------------------------------------- | -------------------------------------- |
| 最高の教師 1年後、私は生徒に■された （2023年7月15日 - 9月23日） | ゼイチョー 〜「払えない」にはワケがある〜 （2023年10月14日 - 12月23日） | 新空港占拠 （2024年1月13日 - 3月16日） |